# Verbrechensgeschichte
Die Verbrechensgeschichte ist im Gegensatz zur Detektivgeschichte ein Krimityp, in dem das Verbrechen mit seiner Entstehungsgeschichte, den Gründen des Täters und der Durchführung des Verbrechens im Mittelpunkt steht.

## Kennzeichnung
Innerer Monolog, Bewusstseinsstrom und Darstellung des Geschehens aus Sicht des Verbrechers sowie den äußeren Umständen, die zum Verbrechen führen, setzt sich der Leser unweigerlich mit den Ansichten und Gefühlen des Verbrechers auseinander. Er kann sich aber nicht ohne Weiteres mit ihm identifizieren, sondern muss über das Schuldproblem nachdenken und diesbezüglich mental Stellung beziehen. Das oftmalige Fehlen eines Happy Ends lässt den Leser unter Umständen betroffen zurück. Der Literaturkritiker Richard Alewyn (1902–1979) meint dazu, die Verbrechensgeschichte "erzählt die Geschichte eines Verbrechens, der Detektivroman die Geschichte der Aufklärung eines Verbrechens".  Eine Verbrechensgeschichte entwickelt sich sukzessiv von der Planung, der Durchführung bis zur Aufklärung. Ein klassisches Beispiel einer Verbrechensgeschichte ist Truman Capotes Roman Kaltblütig, der den Untertitel Wahrheitsgemäßer Bericht über einen mehrfachen Mord und seine Folgen trägt.